# ねえみんな大好きだよ
『ねえみんな大好きだよ』（ねえみんなだいすきだよ）は、銀杏BOYZのアルバム。初恋妄℃学園から2020年10月21日に発売。

## 概要
前作『光のなかに立っていてね』より6年半ぶりに発表されたアルバム。
ジャケット写真は川島小鳥による撮り下ろし写真。
通常盤・初回盤とも36ページブックレットが封入されており、初回盤は三方背BOX仕様。

## 収録曲
1. DO YOU LIKE ME
峯田は高校生の頃に出会った友人である森くんのバンドでボーカルをやることになり、その時やろうとした楽曲は全てハードコアだった。最初は本当に「カッコ良いのか悪いのかよくわからない」「音楽なのか、これは」と思っていたものの、ハードコアを繰り返し聴いていると、やっぱり忘れられなくなってくなり、気づくと、カオスUKのロゴをノートに意味もなく書いたりしていた。つまり、「初恋」と同じ感覚が峯田にとってのハードコアであり、「始まり」という意味で冒頭にハードコアを入れた。[1]また、僕の青年期を真っ黒に彩ってくれた「肉体的な音楽／パンクロック」に対する恩返しでもあり、また新しい気持ちで歌っていくという決意表明でもあった。[2]前作にもハードコアを入れる予定であった。[3]
2. SKOOL PILL
先述の森くんとの高校生の頃のライブをイメージし、ギターのチューニングを合わせないままミニアンプで鳴らして録音した。森くんが歌詞の中に登場している。
3. 大人全滅
GOING STEADY時代の楽曲「DON'T TRUST OVER THIRTY」の、銀杏BOYZによるセルフカバー。ライブにてもともと披露されており、ライブ映像を編集したMVがYouTubeにて、公開されていた。
4. アーメン・ザーメン・メリーチェイン
オナニーマシーンのイノマーへの寄せ書きに咄嗟に書いた、「死なないで。生きるまで」を想定し、ロンドンのハックニー・エンパイア劇場でのライブ前夜、公園墓地にて楽曲を製作した。[2]
5. 骨
6. エンジェルベイビー
7. 恋は永遠 feat. YUKI
「駆け抜けて性春」以来、15年ぶりにYUKIと共演した。
8. いちごの唄 long long cake mix
9. 生きたい
峯田による強い希望により、Dr.kyOnがピアノを担当した。
10. GOD SAVE THE わーるど
11. アレックス